# ۸۵۶ (خورشیدی)
۸۵۶ هشتصد و پنجاه و ششمین سال هجری خورشیدی است.